# Модена (Вісконсин)
Модена (англ. Modena) — місто (англ. town) в США, в окрузі Баффало штату Вісконсин. Населення — 313 особи (2020).

## Демографія
Згідно з переписом 2010 року, у місті мешкали 354 особи в 140 домогосподарствах у складі 101 родини. Було 161 помешкання
Расовий склад населення:
| - 98,3 % — білих - 0,8 % — чорних або афроамериканців - 0,3 % — азіатів |

До двох чи більше рас належало 0,6 %. Частка іспаномовних становила 2,0 % від усіх жителів.
За віковим діапазоном населення розподілялося таким чином: 24,3 % — особи молодші 18 років, 57,6 % — особи у віці 18—64 років, 18,1 % — особи у віці 65 років та старші. Медіана віку мешканця становила 45,2 року. На 100 осіб жіночої статі у місті припадало 94,5 чоловіків;  на 100 жінок у віці від 18 років та старших — 106,2 чоловіків також старших 18 років.
Середній дохід на одне домашнє господарство  становив 60 373 долари США (медіана — 54 167), а середній дохід на одну сім'ю — 71 029 доларів (медіана — 62 250). Медіана доходів становила 40 625 доларів для чоловіків та 40 000 доларів для жінок. За межею бідності перебувало 10,9 % осіб, у тому числі 23,6 % дітей у віці до 18 років та 4,2 % осіб у віці 65 років та старших.
Цивільне працевлаштоване населення становило 123 особи. Основні галузі зайнятості: освіта, охорона здоров'я та соціальна допомога — 21,1 %, виробництво — 14,6 %, сільське господарство, лісництво, риболовля — 14,6 %.